# 유변성
연속체 역학에서 유변성(rheopecty) 또는 레오펙시(rheopexy) 또는 리오펙시는 시간에 따른 점도 증가(시간에 따른 점도)를 나타내는 일부 비뉴턴 유체의 드문 특성이다. 유체가 층밀림힘을 받는 시간이 길수록 점도가 높아진다. 일부 윤활제와 같은 유변성 유체는 흔들면 걸쭉해지거나 굳어진다. 유체가 층밀림힘을 오래 받을수록 점성이 낮아지는 반대의 훨씬 일반적인 유형의 행동을 요변성이라고 한다.

## 유변성 유체와 층밀림 두꺼워지기 유체 사이의 혼동
유변성을 설명하기 위해 자주 사용되는 잘못된 예는 물과 혼합된 옥수수 전분(때때로 우블렉이라고도 함)으로, 매우 점성이 있는 흰색 액체이다. 반고체 상태로 손으로 집을 수 있지만 압력을 받지 않을 때는 쉽게 흐르는 저렴하고 간단한 시연이다. 그러나 우블렉은 유변성으로 분류되기 위해 필요한 시간 의존적, 층밀림 유발 변화를 나타내지 않기 때문에 실제로 팽창성 유체이다. 이러한 용어는 거의 사용되지 않기 때문에 종종 혼동되기 쉽다. 진정한 유변성 유체는 처음에는 흔들었을 때 액체였지만 계속 흔들면 농도가 진해진다.
시간이 지남에 따라 얇아지는 반대 행동이 요변성(시간 의존적 유사가소성 행동)인 것처럼, 유변성 행동은 시간 의존적 팽창 행동으로 설명될 수 있다.

## 같이 보기
- 시간의존성 점도
- 요변성: 유체가 층밀림힘을 오래 받을 수록 점성도가 낮아진다. 시간 의존적 층밀림 얇아지기 행동이다.
- 층밀림 두꺼워지기: 유변성과 비슷하나, 시간의 흐름과 상관없다.
- 층밀림 얇아지기: 요변성과 비슷하나, 시간의 흐름과 상관없다.